# Mihaela Lazić
Mihaela Lazić (Slavonski Brod, 20. studenoga 2000.) je hrvatska košarkašica. Visoka je 168 cm i igra na mjestu razigravačice.

## Klupska karijera
S nepunih 15 godina proglašena je za "košarkaško čudo od djeteta", jer je već u toj dobi uspješno se nosila u prvoligaškom društvu s mnogo starijim i iskusnijim igračicama. U sezoni 2015./16. je dvaput bila MVP hrvatske ženske 1. lige. Igra za ŽKK Brod na Savi.

## Reprezentativna karijera
Hrvatska je kadetska reprezentativka. Nastupila je na dva europska prvenstva za kadetkinje – u Mađarskoj 2014. i Portugalu 2015. godine. Nastupila na međunarodnom natjecanju "Slovenia Ball", neslužbenom Europskom prvenstvu za mlađe kadetkinje, na kojemu je Hrvatska osvojila treće mjesto, a Mihaela Lazić izabrana je u najbolju petorku turnira, proglašena je najboljim strijelcem te najučinkovitijom igračicom prvenstva. Na europskom prvenstvu igračica do 16 godina održanom 2014. godine na kojem je u prosjeku postizala 2 koša, imala 1,7 skokova i 1,7 asistencija, a na europskom prvenstvu igračica do 16 godina održanom 2015., u prosjeku postizala 4,9 koševa, imala 3,1 skok i 1,6 asistencija.

## Vanjske poveznice
- ŽKK Brod na Savi  Arhivirana inačica izvorne stranice od 26. studenoga 2015. (Wayback Machine) Mihaela Lazić